# Топазизація

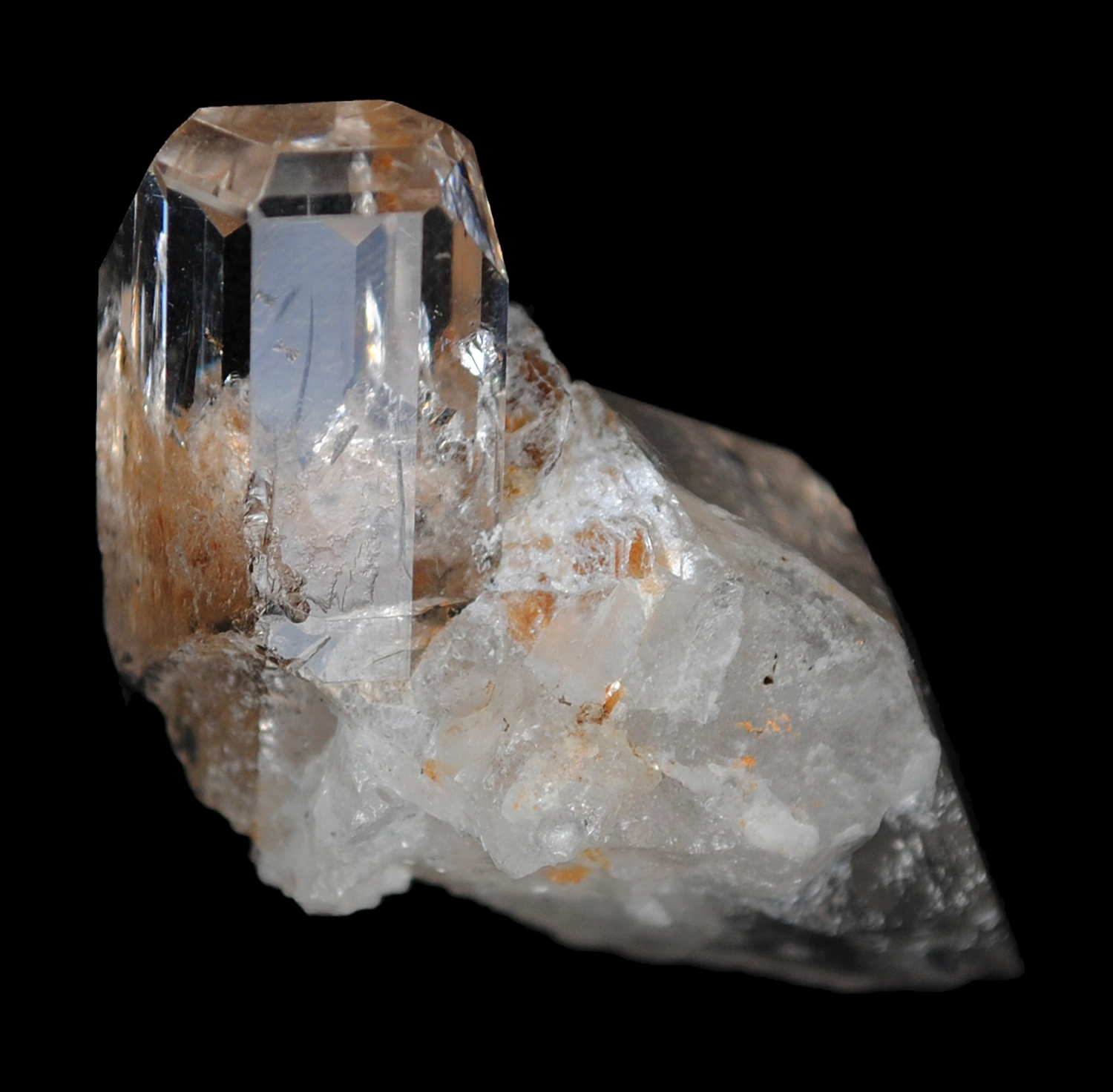
Кварц-топаз.

Топазизація (рос. топазизация, англ. topazization, нім. Topazisation f) – процес метасоматичного заміщення польового шпату, кварцу та ін. мінералів топазом. Як правило, топазизація відбувається під впливом пневматоліто-гідротермальних розчинів.